# Parantica cythion
Parantica cythion är en fjärilsart som beskrevs av Hans Fruhstorfer 1915. Parantica cythion ingår i släktet Parantica och familjen praktfjärilar. Inga underarter finns listade i Catalogue of Life.